# Bierkowo
Bierkowo (kaszb. Biérkòwò, niem. Birkow) – wieś w Polsce położona w województwie pomorskim, w powiecie słupskim, w gminie Redzikowo.
Wieś jest siedzibą sołectwa Bierkowo w którego skład wchodzi również miejscowość Miednik. Zbudowana na planie ulicówki, z główną zabudową zogniskowaną o 700 m na południe od gminnej drogi Słupsk – Darłowo, będącej przedłużeniem słupskiej ul. 3 Maja, wzdłuż której do centrum miasta jest ze wsi ok. 6 km. Na zachód od Bierkowa, w bezpośrednim jego pobliżu bierze początek Moszczeniczka, niewielki dopływ Wieprzy.
Do 1954 część miasta Słupsk. W latach 1975–1998 – miejscowość administracyjnie należy do województwa słupskiego.

## Nazwa
Nazwa ma pochodzenie słowiańskie i jest wzmiankowana po raz pierwszy w 1628. Ma charakter dzierżawczy i powstała przez dodanie do nazwy osobowej Bier(e)k formantu -owo. Niemiecka nazwa Birkow jest adaptacją fonetyczną pierwotnej nazwy słowiańskiej z adideacją do nazwy pospolitej Birke „brzoza”'.
Rada Języka Kaszubskiego proponuje kaszubską formę nazwy Biérkòwò.

## Historia
- W starożytności osadnictwo pod wpływem Rzymian – odkryto w okolicy skarb monet rzymskich.
- 1628 – najstarszy zapis nazwy wsi: Birckow,
- 1779 – aż do 1945 roku wieś funkcjonowała w dokumentach jako: Birkow,
- 1784 – wieś liczyła łącznie 21 domów w tym folwark i 12 gospodarstw chłopskich,
- 1800 – lub około tej daty rozparcelowany został majątek królewski, ulicom nadano nazwy, z początkiem wieku wybudowano pośrodku wsi masywny dom z wieżą z dzwonem adaptowany jako szkoła,
- 1895 – wybudowano kościół filialny pod wezwaniem św. Józefa należący do parafii Niepokalanego Poczęcia Najświętszej Maryi Panny w Bruskowie Wielkim (przebudowany w 1924)[11],
- 1922 – założono Wassergenossenschaft Gross Brüskow–Birkow–Strellin, spółdzielnię utrzymującą kanał rzeki Słupi na wysokości Strzelina; oprócz niej do 1939 roku działały jeszcze Motzbachgenossenschaft odpowiedzialna za meliorację Moszczeniczki oraz Molkereigenossenschaft produkująca mleko,
- 1942 – we wsi funkcjonowała kasa pożyczkowo-oszczędnościowa, mleczarnia, zakład instalacji energetycznych, rybiarnia, masarnia, młyny, sklepy wielobranżowe, usługi świadczyli mistrz budowlany, kowale, krawcy, szewcy i stolarze,
- 1945 – wkroczenie Armii Czerwonej,
- 1966 – oddano do użytku budynek nowej szkoły stanowiący centrum wsi; do szkoły podstawowej dojeżdżają dzieci z Bruskowa Wielkiego, Bruskowa Małego, Krzemienicy, Wierzbięcina i Swołowa.

## Infrastruktura

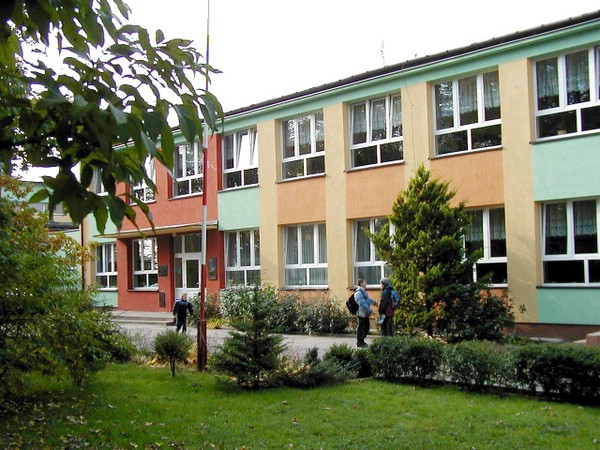
Szkoła Podstawowa im. W. Witosa (tysiąclatka)

Kanalizacja. Nowe oświetlenie. Nowe chodniki. Nowe drogi asfaltowe. Stacja redukcyjna gazu ziemnego, szkoła, świetlica wiejska, dwa place zabaw.
55 gospodarstw rolnych o powierzchni od 1 do 55 ha zajmujących się uprawami oraz hodowlą.
Firma ORvita produkująca czystej odmiany produkty orkiszowe, palarnia kawy, wędzarnia ryb, ubojnia zwierząt, stolarnie, sklepy.
Dwie duże firmy: Fabryka Przekładni Kątowych (150 osób), KDP (120 osób).
Nieopodal Bierkowa jedyne w powiecie wysypisko śmieci spełniające normy UE.
Najbliższa stacja kolejowa: Słupsk.

## Kultura
Folklorystyczny zespół wokalny Bierkowianki ma w swoim dorobku udział w kilku programach telewizyjnych. Próby odbywają się w świetlicy przekazanej Kołu Gospodyń Wiejskich.
Przy kościele pw. św. Józefa działa schola dziecięco-młodzieżowa pod opieką bierkowskiej młodzieży.